# Bertil Gardell
Bertil Gustaf Torsten Berndt Gardell, född 21 augusti 1927 i Koppom, Järnskogs församling i Värmlands län, död 16 mars 1987 i Hägersten i Stockholm, var professor i socialpsykologi vid Stockholms universitet. 

## Biografi
Gardell disputerade 1971 på en avhandling Produktionsteknik och arbetsglädje - en socialpsykologisk studie av industriellt arbete som blev inledningen till en rad uppmärksammade projekt och studier kring arbetsorganisation och teknik framförallt med avseende på de anställdas inflytande, medbestämmande och arbetsmiljö. Ett andra tema i hans forskning var hur människors inflytande och kontroll i sin arbetsmiljö hörde samman med stress och hälsa. Han samarbetade i dessa frågor med stressforskaren professor Marianne Frankenhaeuser. Gardells och bland andra sociologen Edmund Dahlströms forskning om teknisk förändring, arbetsmiljö och hälsa var en viktig del av den debatt som föregick arbetsmiljölagstiftningen under senare delen av 1970-talet. I boken Forskning för framtidens arbetsliv - en minnesbok till Bertil Gardell, Prisma 1987, ger några samtida arbetslivs- och samhällsforskare en karakteristik av Gardells forskning och verk. 

### Familj
Bertil Gardell var son till Torsten Gardell, provinsialläkare i Koppom och Elisabeth Grönfors. Han var 1958–1983 gift med psykologen Ingegärd Rasmussen (1926–2010), dotter till grosshandlaren Holger Rasmussen och Ingeborg Åquist. De fick barnen Mattias Gardell (född 1959), Pelle Gardell (född 1961), Jonas Gardell (född 1963) och Stina Gardell (född 1965).
År 1983 gifte han om sig med Satu Leinonen (född 1946) och fick sonen Berndt Gardell (född 1983).
Gardell avled 1987 i en ålder av 59 år i sviterna av sjukdomen ALS. Han är begravd på Skogskyrkogården i Stockholm.